# 瀬戸東バイパス
瀬戸東バイパス（せとひがしバイパス）とは、瀬戸市内を通る国道248号のバイパスである。
2018年（平成30年）3月29日に全線開通した。

## 概要
瀬戸東バイパスは、一般国道248号（愛知県蒲郡市 - 岐阜県岐阜市）のうち、重用路線である愛知県瀬戸市内の国道155号と東海環状自動車道 せと赤津インターチェンジ (IC) を結ぶバイパス道路である。東海環状自動車道へのアクセス強化を図るとともに、瀬戸市の中心市街地を通過する国道248号現道の交通混雑を緩和して円滑な交通を確保することを目的に、国道248号のバイパス道路整備事業として、平成11年度（1999年度）から着手された。1999年（平成11年）より用地買収を実施し、瀬戸塩草土地区画整理事業と調整しながら事業が進められ、平成16年度（2004年度）に南側の一部区間である瀬戸市大坪町 - 屋戸町間の0.8キロメートル (km) の供用、平成21年度（2010年度）までには、さらに北側の一部区間である瀬戸市塩草町 - 鐘場町間の0.9 kmが供用された。そして、2018年（平成30年）3月29日に残存区間となる屋戸町 - 塩草町間の1.8 km区間の開通をもって全通した。

### 路線データ
- 起点：愛知県瀬戸市大坪町（国道155号交点〈大坪町交差点〉）
- 終点：愛知県瀬戸市鐘場町（東海環状自動車道 せと赤津IC入口〈せと赤津I.C西交差点〉）
- 全長：3.5 km
- 車線数：暫定2車線
- 幅員：30.0 m

## 接続道路
- 国道155号
- せと赤津IC：東海環状自動車道
- せと品野IC：東海環状自動車道
- 国道363号
- 愛知県道22号瀬戸環状線
- 愛知県道33号瀬戸設楽線